# Чукаринский
Чука́ринский — хутор в Шолоховском районе Ростовской области России.
Входит в состав Кружилинского сельского поселения.

## География
Расстояние до районного центра с учётом доступа транспортом — 20 км.

## Население
| 2010 |
| ---- |
| 269  |

## Улицы
| - ул. Луговая, - ул. Молодёжная, - ул. Сосновая, - ул. Терновая, | - пер. Тополевый, - пер. Центральный, - пер. Школьный. |